# Chrám svatého Mikuláše (Bučač)
Chrám svatého Mikuláše je pravoslavný chrám (cerkev) Ukrajinské autokefální pravoslavné církve v městě Bučač ve Ternopilské oblasti.

## Historie
Současný kamenný chrám jako pravoslavný byl vystavěn na počátku 17. století na místě původního dřevěného chrámu a vysvěcen byl roku 1610. Stavbu chrámu financovala Marie Mohylanka, dcera moldavského knížete i polská šlechtična, se svým manželem Stefaném Potockim. Důkazem toho je i obraz nad dveřmi chrámu, kde je pár vyobrazen.
Do roku 1946 chrám byl řeckokatolický. V roce 1946 všechny chrámy Ukrajinské řeckokatolické církve získala Ruská pravoslavná církev. Nakonec 80. léta 20. století chrám svatého Mikuláše získala Ukrajinská autokefální pravoslavná církev.